# ستيف داي
ستيف داي (بالإنجليزية: Steve Day)‏ هو كوميدي ارتجالي وموسيقي بريطاني، ولد في القرن العشرين.